# Anna Załęczna
Anna Załęczna (ur. 15 listopada 1995) – polska judoczka.
Zawodniczka KS Judo Toruń (od 2008). Mistrzyni (2016) oraz wicemistrzyni (2017) Europy seniorek w turnieju drużynowym. Wicemistrzyni Europy juniorek 2015. Dwukrotna brązowa medalistka zawodów pucharu Europy (Dubrownik 2016, Celje 2017). Mistrzyni Polski (2016) oraz srebrna (2013, 2014) i brązowa medalistka mistrzostw Polski (2015). Występuje w kategorii powyżej 78 kg.